# Tomomyza anomala
Tomomyza anomala är en tvåvingeart som beskrevs av Hesse 1956. Tomomyza anomala ingår i släktet Tomomyza och familjen svävflugor. Inga underarter finns listade i Catalogue of Life.